# Samer Tawk
Samer Tawk (* 3. September 1998 in Bcharri) ist ein libanesischer Skilangläufer.

## Werdegang
Tawk gab sein internationales Debüt im Februar 2017 bei FIS-Rennen in Sapporo, Japan. Im Dezember 2017 startete er bei den offenen österreichischen Meisterschaften in Seefeld in Tirol und lief nach 15 km als 94. ins Ziel. Bei den Junioren-Weltmeisterschaften 2018 in Goms erreichte er im Sprint Rang 97 und über die 10 km Rang 94. Zwei Wochen später startete er nach seiner erfolgreichen Qualifikation bei einem FIS-Rennen in Erzurum im Dezember 2017 bei den Olympischen Winterspielen 2018 in Pyeongchang. Nachdem er bei der Eröffnungsfeier die Flagge seiner Mannschaft getragen hatte, startete er nur über die 15 km in der freien Technik und belegte am Ende den 109. Platz. Er war der erste libanesische Skilangläufer, der bei Olympia angetreten war.
Im März 2018 gewann Tawk bei den Libanesischen Meisterschaften seinen ersten nationalen Titel im Sprint. Zudem gewann er über die 10 km die Silbermedaille. Im folgenden Jahr verteidigte er seinen Titel im Sprint und gewann zudem das Rennen über die Einzeldistanz.